# Walter Scholl
Walter Erwin Ernst Scholl (Ludwigsburg, 11 gennaio 1884 – Ulma, 1º dicembre 1956) è stato un generale tedesco, conosciuto, con il grado di colonnello, per aver preso il comando delle forze tedesche di Napoli a partire dal 1943.

## Biografia

### Servizio militare
Walter Scholl nacque dal landoberstallmeister Karl von Scholl. Dopo aver completato il suo addestramento da cadetto, fu arruolato il 22 marzo (o 10 marzo, secondo il fascicolo personale) 1904 come tenente senza licenza nel 2. Württembergisches Dragoner-Regiment "König" Nr. 26. Il 10 giugno 1904 fu promosso sottotenente e il 16 giugno 1913 fu promosso tenente, mentre il 1º ottobre dello stesso anno fu ammesso alla scuola di guerra di Glogau. Fu promosso Rittmeister il 27 gennaio 1915 e il 1º marzo dello stesso anno fu trasferito nel Reserve-Infanterie-Regiment Nr. 119 come comandante di compagnia. Dopo la fine della guerra, a metà dicembre 1918, tornò nel suo originario reggimento e il 1º ottobre 1919 fu promosso capitano di cavalleria nel Reichswehr, venendo trasferito nel Reiter-Regiment 18, come comandante del 2º squadrone e dello squadrone di addestramento a Stoccarda-Cannstatt. Il 1º maggio 1927 fu promosso maggiore, mentre il 1º ottobre 1927 fu assegnato alla Scuola di cavalleria di Hannover come istruttore militare, fino al 1º ottobre 1930 quando fu nominato comandante delle truppe di addestramento presso la scuola di fanteria di Dresda. Fu infine promosso tenente colonnello il 1º ottobre 1931 rassegnando le dimissioni il 30 settembre 1932.

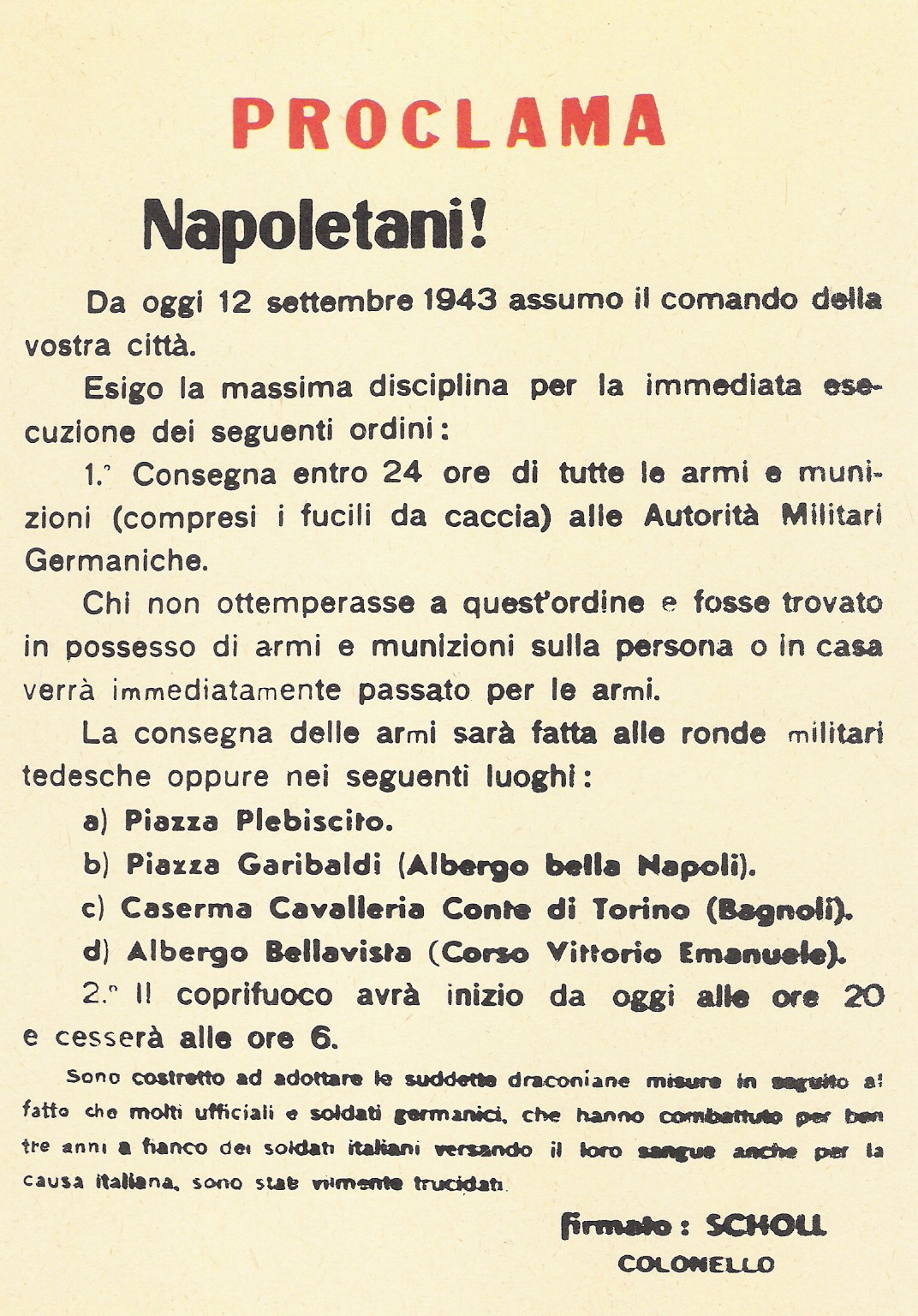
Proclama del comando tedesco di Napoli del 12 settembre 1943.

Il 1º ottobre 1933 fu accettato di nuovo nella Reichswehr, venendo promosso comandante dell'ufficio secondario Remonte a Soltau, mentre il 1º ottobre 1935 fu assegnato come capogruppo all'ispezione dei rimpiazzi militari a Ulm. Fu promosso colonnello il 1º ottobre 1937 e, allo scoppio della seconda guerra mondiale, nell'estate del 1939, continuò a lavorare come capogruppo presso la Wehr-Ersatz-Inspektion Ulm, venendo trasferito il 1º settembre (o, secondo il fascicolo personale, il 15 settembre) 1941, come comandante del servizio di pattuglia, nel Deutsches Afrikakorps.
Il 2 dicembre 1941 fu nominato comandante del presidio militare tedesco di Napoli (riconfermato nuovamente il 7/10 gennaio 1942), dove, in seguito all'armistizio di Cassibile, scrisse il famoso proclama del 12 settembre 1943, nel quale proclamava il coprifuoco e dichiarava lo stato d'assedio con l'ordine di passare per le armi tutti coloro che si fossero resi responsabili di azioni ostili alle truppe tedesche, nonché di sgomberare la fascia costiera. Tali eventi dettero il via all'insurrezione delle Quattro giornate di Napoli. Il 1º gennaio 1944 fu promosso maggiore generale e il 5 aprile dello stesso anno fu nominato comandante della Militärkommandantur 1043, ubicata a Viterbo, fino a quando non fu fatto prigioniero dagli angloamericani, venendo in seguito messo in libertà il 17 luglio 1947.

### Morte
Scholl non fu condannato per i suoi crimini di guerra e morì nella città tedesca di Ulma nel 1956.